# Chrysobothris merkelii
Chrysobothris merkelii es una especie de escarabajo del género Chrysobothris, familia Buprestidae. Fue descrita científicamente por Horn en 1886.
Mide entre 15.0-19.5 mm.
Esta especie se encuentra en California, Nevada y Texas. También en México.